# Lycodon liuchengchaoi
Espèce
Lycodon liuchengchaoi est une espèce de serpent de la famille des Colubridae.

## Répartition
Cette espèce est endémique de la province du Sichuan en République populaire de Chine.

## Étymologie
Son nom d'espèce, liuchengchaoi, lui a été donné en l'honneur de Cheng-chao Liu, l'un des fondateurs de l'herpétologie moderne en Chine.

## Publication originale
- Zhang, Jiang, Vogel & Rao, 2011 : A new species of the genus Lycodon (Squamata, Colubridae) from Sichuan Province, China. Zootaxa, n. 2982, p. 59–68 (introduction).